# فرودگاه فورت رزولوشن
فرودگاه فورت رزولوشن (به انگلیسی: Fort Resolution Airport) یک فرودگاه همگانی باربری با کد یاتا YFR است که یک باند فرود شن دارد و طول باند آن ۱٬۲۲۰ متر است. این فرودگاه در کشور کانادا قرار دارد و در ارتفاع ۱۶۱ متری از سطح دریا واقع شده است.